# KRI Alugoro (405)
Pour les autres navires du même nom, voir KRI Alugoro.
Le KRI Alugoro (405) est un sous-marin de la marine indonésienne. Il fait partie de la classe Chang Bogo améliorée, également connue sous le nom de classe Nagapasa. Le navire a été assemblé par PT PAL Indonesia et a été lancé en avril 2019. C’est le premier sous-marin à être assemblé en Indonésie.

## Spécifications
Comme les autres sous-marins diesel-électriques de classe Nagapasa, le KRI Alugoro a une longueur hors-tout de 61,2 mètres avec une largeur de 6,25 mètres et un tirant d'eau de 5,5 mètres. Il a une vitesse de pointe de 21,5 nœuds (39,8 km/h) lorsqu’il est immergé et de 11 nœuds (20 km/h) en surface. Le navire est propulsé par 4 générateurs diesel MTU 12V 493. Il transporte un équipage allant jusqu’à 40 personnes et il est équipé de tubes lance-torpilles de 533 mm. L’Alugoro a un rayon d’action maximal de 10000 milles marins (18520 kilomètres). Les sous-marins de la classe Nagapasa possèdent également des contre-mesures de torpilles acoustiques ZOKA fabriquées par la société turque ASELSAN.

## Historique
Le navire a été commandé le 21 décembre 2011 dans le cadre d’un contrat de 1,07 milliard de dollars entre l’Indonésie et la Corée du Sud pour la fourniture de trois sous-marins, Daewoo Shipbuilding & Marine Engineering ayant obtenu le contrat. Dans le cadre de l’accord, deux des sous-marins (les Nagapasa et Ardadedali) ont été construits en Corée du Sud, tandis que le troisième a été construit dans le chantier naval de PT PAL Indonesia à Surabaya dans le cadre d’un programme de transfert de technologie. Le KRI Alugoro a été le premier sous-marin à être assemblé et lancé en Indonésie et en Asie du Sud-Est,.
Avant le lancement initial en octobre 2018, les ingénieurs ont découvert que le chantier naval PT PAL à Surabaya était trop peu profond pour que le sous-marin puisse être lancé. Ainsi, le KRI Alugoro a été mis sur une barge et transféré à Semarang Dock, dans le même chantier naval de Surabaya, à environ 350 m de là, mais le sous-marin a ensuite ramené à son chantier d’origine, où il a été lancé le 11 avril 2019.
En avril 2019, le KRI Alugoro devait être mis en service plus tard cette année-là. Cependant, le navire n’a été officiellement livré qu’en mars 2021ref name="Janes delivery"/>.
Le nom Alugoro, provenant d’un nom d’arme dans la tradition wayang, était auparavant attribué à un sous-marin de classe Whiskey construit par l’Union soviétique qui a été utilisé lors de l’opération Trikora en 1962.